# Thorarchaeota
Thorarchaeota (лат.) — предполагаемый тип архей, выделение которого было предложено в 2016 году на основании метагеномного анализа донных осадков из эстуарной зоны реки White Oak River в Северной Каролине (США). Представители группы способны выделять ацетат при деградации белков и, по-видимому, восстанавливать элементарную серу и тиосульфат. Филогенетический анализ указывает на древность и широкое распространение архей типа. Название группы отражает близость её к другой древней группе архей — Lokiarchaeota. 

## Открытие
Река White Oak River в Северной Каролине, в которой были обнаружены метагеномные образцы архей группы Thorarchaeota, служит модельной системой для изучения микробных сообществ, осуществляющих анаэробный круговорот углерода, в особенности метаногенез и окисление метана. Метагеномная реконструкция геномов из образцов донных отложений этой реки привела к сборке почти полных геномов (длиной 2,4—3,9 мегабаз) архей ранее неизвестной группы, которая получила название Thorarchaeota.

## Метаболизм
Генный состав геномов Thorarchaeota указывает на то, что представители группы, по-видимому, способны к деградации белков. У них были идентифицированы гены, кодирующие ферменты деградации белков клострипаин (cloSI) и гинджипаин (rgpA), а также несколько других внеклеточных пептидаз. Во всех геномах были обнаружены гены переносчиков ди- и олигопептидов, а у некоторых ещё и переносчики разветвлённых аминокислот. Похоже, что способность к переносу белков извне внутрь клетки присуща всем археям группы. Кроме того, у всех Thorarchaeota выявлены гены, необходимые для деградации перенесённых внутрь белков до кетокислот. Предполагается, что именно белки служат источником углерода для архей Thorarchaeota.
У группы архей обнаружены гена ряда предполагаемых оксидоредуктаз, таких как пируват ферредоксин оксидоредуктаза, индолпируват ферредоксин оксидоредуктаза и альдегидоксидоредуктаза. Эти ферменты превращают кетокислоты в ацетил-СоА и органические кислоты, такие как ацетат. Для их работы необходим окисленный ферредоксин как акцептор электронов, пул которого может поддерживать никелево-железными гидрогеназами, гены которых были обнаружены у ряда Thorarchaeota.
В геномах этих архей было обнаружено небольшое количество ферментов метаболизма углеводов, однако функции удалось определить лишь для некоторых из них (целлюлазы и альфа-маннозидазы). Таким образом, похоже, углеводы служат для них только вспомогательным источником углерода. В собранных геномах обнаружены гены всех белков, необходимых для гликолиза, кроме гексокиназы. По-видимому, Thorarchaeota способны целиком или полностью превращать глюкозо-6-фосфат в фосфоенолпируват. Пируваткиназа отсутствует у всех представителей данной группы, вместо неё пируват образует фосфоенолпируватсинтаза. Все археи типа способны превращать пируват в ацетил-СоА, используя субъединицы Е1 и Е2 пируватдегидрогеназы и все субъединицы пируват: ферредоксин оксидоредуктазы. Почти все ферменты цикла Кребса у них отсутствуют, однако у всех был выявлен почти полный сукцинатдегидрогеназный комплекс. Можно предположить, что окисление ацетил-СоА посредством цикла Кребса не является ключевым путём получения энергии у Thorarchaeota.
У всех Thorarchaeota был выявлен ген ADP-образующей субъединицы ацетил-СоА синтетазы, которая участвует в образовании ацетата у Pyrococcus furiosus и других архей. Таким образом, археи данного типа могут образовывать ацетат, однако генов спиртового брожения у них не выявлено. Они предположительно образуют ацетат при гидролитической деградации ацетил-СоА. Ацетат служит ключевым субстратом для восстановления сульфата и метаногенеза в эстуарных донных отложениях и является важным связующим звеном между окислительным метаболизмом и брожением.
У некоторых представителей были обнаружены почти все гены пути Вуда — Льюнгдаля, который обеспечивает автотрофную фиксацию двух молекул внутриклеточного СО2 сначала до ацетил-СоА и потом до ацетата. Таким образом, часть Thorarchaeota могут быть способны к фиксации СО2 и обеспечивать себя при помощи автотрофного ацетогенеза.
У всех Thorarchaeota выявлены гомологи фермента сульфогидрогеназы P. furiosus, поэтому археи этой группы, скорее всего, способны восстанавливать серу. У некоторых из них были обнаружены переносчики сульфата и тиосульфата, сульфогидрогеназа и тиосульфатредуктаза.

## Филогенетические связи
Анализ гена 16S рРНК показал, что Thorarchaeota довольно широко распространены в природе: они встречаются в мангровых зарослях, озёрах и гидротермальных морских донных отложениях. Он же показал, что представители Thorarchaeota отличаются от архей остальных типов. Они имеют общего предка с недавно выделенной группой архей Lokiarchaeota и находятся вблизи основания филогенетического древа архей.